# Бродня-Гурна
Бродня-Гурна (пол. Brodnia Górna) — село в Польщі, у гміні Бучек Ласького повіту Лодзинського воєводства.
Населення — 290 осіб (2011).
У 1975-1998 роках село належало до Серадзького воєводства.

## Демографія
Демографічна структура станом на 31 березня 2011 року:
|          | Загалом | Допрацездатний вік | Працездатний вік | Постпрацездатний вік |
| -------- | ------- | ------------------ | ---------------- | -------------------- |
| Чоловіки | 149     | 32                 | 103              | 14                   |
| Жінки    | 141     | 22                 | 86               | 33                   |
| Разом    | 290     | 54                 | 189              | 47                   |